# 冯永
冯永（？—426年），中国五胡十六国时代北燕文成帝冯跋的长子。长乐信都（今河北省冀州市）人。太平元年（409年），冯跋殺死了後燕君主慕容云（高云），自稱天王，追尊其祖父冯和為元皇帝，父親冯安為宣皇帝，尊母親张氏为皇太后，立妻孙氏为王后，冯永为太子。411年，冯跋任命太子冯永兼任大单于，426年，冯永病逝，其弟冯翼继他为太子。